# Seyahatnâme

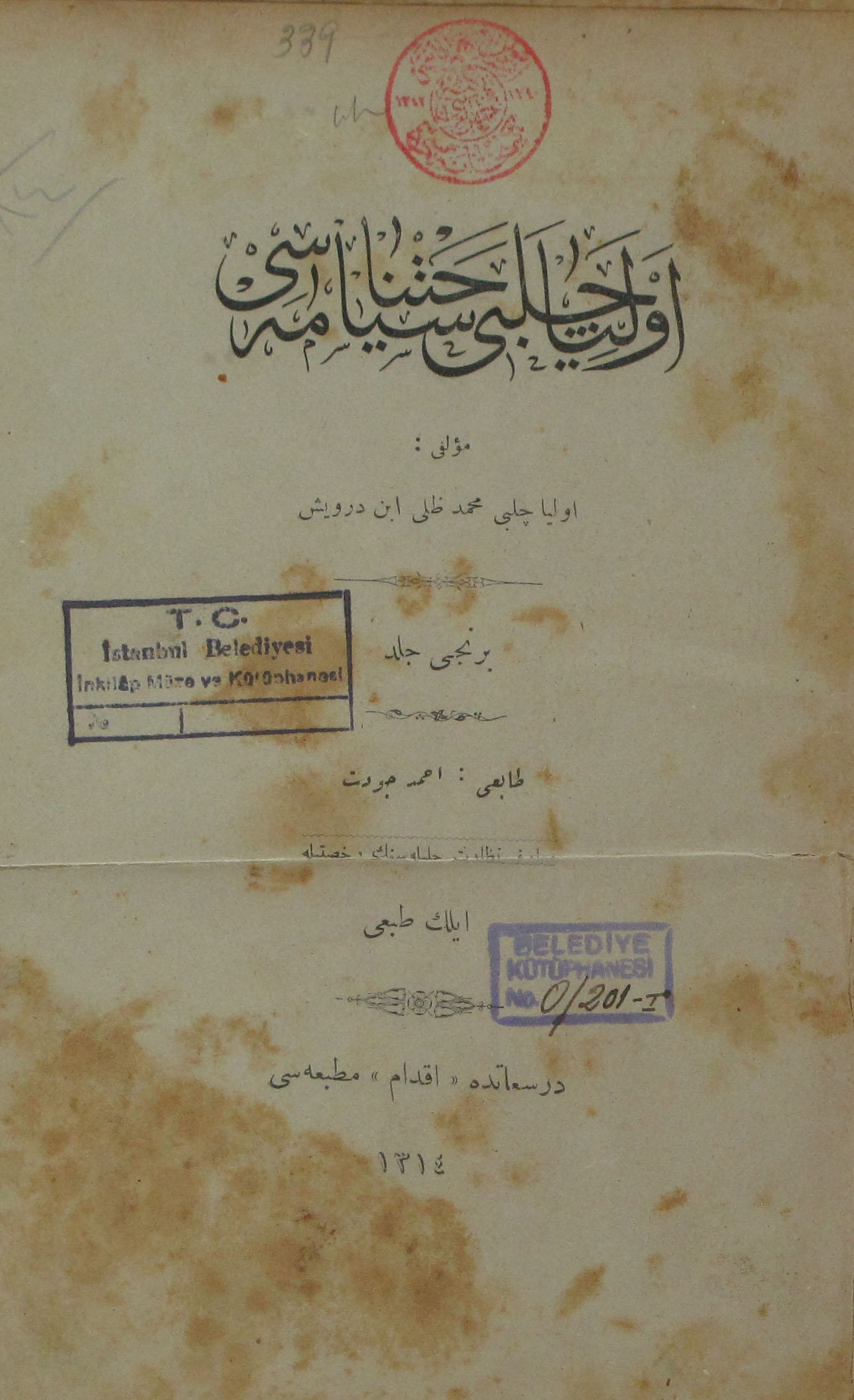
Copertina del Seyahatname di Evliya Çelebi, edizione 1895

Il Seyahatname (in turco ottomano سياحتنامه) è il nome di una forma e tradizione letteraria i cui esempi si possono trovare nel corso dei secoli nel Medioevo in tutto il mondo islamico, a partire dai viaggiatori arabi del periodo omayyade. In un senso più specifico, il nome si riferisce agli appunti di viaggio del viaggiatore turco ottomano Evliya Çelebi (1611-1682).
Il Seyahâtnâme di Evliya Çelebi è un eccezionale esempio di questa tradizione.
Il nome personale dell'autore è sconosciuto e "Evliya" è solamente il suo pseudonimo che ha adottato in onore del suo insegnante, Evliya Mehmed Efendi. Il padre di Evliya Çelebi era il capo gioielliere di corte e, grazie al talento di suo padre, Evliya poteva godere del favore della corte. A causa del suo dono nel recitare il Corano, Evliya fu presentato al sultano Murad IV e ammesso al palazzo, dove ricevette un'ampia formazione in calligrafia, musica, grammatica araba e tajwid. Poco prima della spedizione di Murad IV a Baghdad nel 1638, Evliya fu nominato sipahi della Porta. Nonostante i suoi diversi talenti e l'opportunità di salire nella scala sociale, Evliya ebbe un vivo interesse per la geografia e investì la sua ricchezza nell'obiettivo della vita di viaggiare. Intraprese un viaggio per raccogliere una descrizione completa dell'Impero ottomano e dei suoi vicini e per fornire un resoconto completo dei suoi viaggi come narratore in prima persona.

## Volumi e contenuti
Nel suo Seyâhatnâme in dieci volumi, Evliya descrive nel Volume I: la capitale Istanbul (la sua città natale) e i suoi dintorni; nel II: Bursa, İzmir, Batum, Trabzon, Abkhazia, Creta, Erzurum, Azerbaigian, Georgia, ecc.; nel III: Damasco, Siria, Palestina, Urmia, Sivas, Kurdistan, Armenia, Rumelia (Bulgaria e Dobrugia), ecc.; nel IV: Van, Tabriz, Baghdad, Bassora, ecc.; nel V: Van, Bassora, Ungheria, Russia, Anatolia, Bursa, Dardanelli, Adrianopoli, Moldavia, Transilvania, Bosnia, Dalmazia, Sofia; nel VI: Transilvania, Albania, Ungheria, Nové Zámky, Belgrado, Erzegovina, Ragusa (Dubrovnik), Montenegro, Kanizsa, Croazia; nel VII: Ungheria, Buda, Erlau, Temesvár, Transilvania, Valacchia, Moldavia, Crimea, Kazak, Russia meridionale, Caucaso, Daghestan, Azak; nell'VIII: Azak, Kafa, Bahçesaray (Crimea), Istanbul, Creta, Macedonia, Grecia, Atene, Dodecaneso, Peloponneso, Albania, Valona, Ocrida, Adrianopoli, Istanbul; nel IX: (pellegrinaggio alla Mecca) Anatolia sud-occidentale, Smirne, Efeso, Rodi, Anatolia meridionale, Siria, Aleppo, Damasco, Medina, Mecca, Suez; nel X: Egitto (con un excursus storico), Cairo, Alto Egitto, Sudan, Abissinia.

## Caratteristiche e limiti
Evliya preferisce la leggenda alla scoperta dei fatti storici e a volte esagera o crea aneddoti progettati per l'effetto comico. Il suo Seyâhatnâme appare quindi come un'opera di letteratura leggera del XVII secolo, comprensibile a un'ampia cerchia grazie all'uso misto del turco colloquiale del XVII secolo con occasionali prestiti di frasi ed espressioni dallo stile elaborato. Tale tentativo di attrarre un vasto pubblico può spiegare la mancanza di interesse dell'autore per la verità storica. Registrava anche certi avvenimenti come se li avesse visti o vissuti lui stesso, anche se un attento esame rivela che ne conosceva solo per sentito dire o tramite fonti letterarie, che non cita.
Nonostante queste riserve, il Seyâhatnâme di Evliya offre una ricchezza di informazioni sulla storia culturale, il folklore e la geografia. Il significato dell'opera risiede nel fatto che riflette l'approccio mentale degli intellettuali turchi ottomani del XVII secolo nei loro atteggiamenti nei confronti dell'Occidente non musulmano e fa luce sull'amministrazione e l'organizzazione interna dell'Impero ottomano di quel tempo.
Per il valore della sua opera, il termine generico di Seyâhatnâme è spesso usato per riferirsi in particolare ai libri di Evliya Çelebi per quanto riguarda la lingua e gli studi turchi.

## Traduzioni
Oltre alle diverse traduzioni in turco moderno, porzioni consistenti del Seyâhatnâme di Evliya sono state tradotte in arabo, armeno, bosniaco, greco, ungherese, romeno, russo e serbo.Tra le traduzioni in inglese più recenti vi è quella del 2010 di Robert Dankoff e Sooyong Kim, An Ottoman Traveller: Selections from the Book of Travels of Evliya Çelebi, che include sezioni di tutti i volumi.
Un genere affine, specifico dei viaggi e delle esperienze degli ambasciatori ottomani, è il sefâretnâme (سفارت نامه), i cui esempi sono stati curati dai loro autori in vista della loro presentazione al Sultano e all'alta amministrazione, portando così anche un carattere, sebbene abbiano suscitato anche l'interesse del comune lettore.